# Club Escuela de Básquetbol Puerto Montt
El Club Escuela de Básquetbol Puerto Montt fue un club deportivo profesional de básquetbol de Chile, que debutó en 2011, en el torneo Libsur con buena participación en series menores, al punto que ya en su primer año ganó el título en la categoría U-15 . Juega en la Liga Saesa y la Liga Nacional, donde participa desde la temporada 2013-14.El CEB Puerto Montt es el cuarto club profesional de básquetbol que ha tenido la ciudad de Puerto Montt en su historia, después de los clubes San Javier-Leche Sur y Deportivo ETC en los años 80s y la Universidad de los Lagos en la década del 2000. Destaca por la importancia que le otorga al trabajo en series menores, donde ha cosechado importantes logros. En Liga Saesa, por ejemplo, ha sido Campeón en la categoría U-13 y U-15 y subcampeón varias veces. En Liga Nacional U-17  se proclamó Campeón de Chile en la Final jugada el 8 de diciembre de 2013, al vencer a ABA Ancud por 67-62.
No jugó en la temporada 2015-16 de la Liga Nacional, pero logró reinsertarse en la siguiente gracias a su destacada participación en Saesa 2016, donde finalizó en segundo lugar de la fase regular tras el Deportivo Español de Osorno; después, en el cuadrangular final terminó en el segundo lugar tras caer en la primera jornada ante el local y a la postre campeón Deportivo Valdivia y derrotar a Español de Osorno y al Club Deportivo Social y Cultural Puerto Varas, resultados que le permitieron participar en la Copa Chile de Básquetbol 2016, donde se enfrentó a los dos primeros lugares de la Libcentro y terminó en el cuarto lugar de dicho torneo. El año 2018 fue particularmente exitoso para el Ceb Puerto Montt, pues por primera vez se adjudicó la Liga Saesa en categoría Adultos superando a Puerto Varas en la final por 3 juegos a 1 . Ganó, además,el legendario torneo Campioni del Domani, derrotando en la final a Sportiva Italiana por 68-65 y cerró la temporada coronándose Campeón de la Segunda División de la Liga Nacional al vencer el la Final de la Conferencia Sur a Alemán de Paillaco en dos juegos y posteriormente a Quilicura Básquet en la gran final, ganando, de paso, los pasajes de retorno a la Primera División de la LNB.
El CEB Puerto Montt ha tenido el honor de que algunos de sus  jugadores han  sido nominados a la Selección chilena de Básquetbol como es  el caso de los jóvenes Kevin Rubio y Martina Gallardo, logrando con su aporte títulos sudamericanos para Chile.

## Entrenadores
- Mauro Vecchio (2013)
- Christian Bucarey (2014 - 2015)
- Carlton Jonhson (2016)
- Carlos Iglesias (2016 - 2017)
- Mario Minervino (2017)
- Carlos Musso (2017)
- Miguel Volcán Sánchez (2017)
- Carlos Iglesias (2017 - 2018)
- Carlton Johnson (2018-2019)
- Gabriel Schamberger (2019-2020)
- Carlos Musso (2020-2021)
- Gabriel Schamberger (2021-2022)
- Joao Tapia (2023-2024)

- Datos: Q21503354